# Acetato CoA-transferasa
La acetato CoA-transferasa (EC 2.8.3.8) es una enzima que cataliza la siguiente reacción química:
Por lo tanto los dos sustratos de esta enzima son acil-CoA y acetato, mientras que sus dos productos son un ácido graso y acetil-CoA.

## Clasificación
Esta enzima pertenece a la familia de las transferasas, específicamente al grupo de las CoA-transferasas.

## Nomenclatura
El nombre sistemático de esta clase de enzimas es acil-CoA:acetato CoA-transferasa. Otros nombres de uso común pueden ser acetato coenzima A-transferasa, butiril CoA:acetato CoA transferasa, butiril coenzima A transferasa, y succinil-CoA:acetato CoA transferasa.

## Función biológica
Esta enzima participa en 4 vías metabólicas:
1. Degradación del benzoato por medio de unión a CoA.
2. Metabolismo del propanoato.
3. Metabolismo del butanoato.
4. Sistema general de dos componentes.

## Estudios estructurales
Hasta el año 2007, se había resuelto sólo una estructura terciaria para esta clase de enzimas, con el código de acceso a  PDB, 1K6D.